# Tarbolton
Tarbolton är en ort i Storbritannien.   Den ligger i kommunen South Ayrshire och riksdelen Skottland, i den centrala delen av landet, 500 km nordväst om huvudstaden London. Tarbolton ligger 98 meter över havet och antalet invånare är 1 649.
Terrängen runt Tarbolton är platt, och sluttar västerut. Runt Tarbolton är det ganska tätbefolkat, med 72 invånare per kvadratkilometer. Närmaste större samhälle är Prestwick, 8,8 km väster om Tarbolton. Trakten runt Tarbolton består i huvudsak av gräsmarker.